# Harry Melges
Harry "Buddy" Melges, född 26 januari 1930 i Elkhorn, Wisconsin, död 18 maj 2023 i Fontana-on-Geneva Lake i Walworth County, Wisconsin, var en amerikansk seglare.
Han tog OS-guld i soling i samband med de olympiska seglingstävlingarna 1972 i München.